# Team Vitality
Team Vitality ist eine französische E-Sport-Organisation. Die Organisation besitzt aktuell Teams in League of Legends, Counter-Strike 2, Fortnite, PUBG, Street Fighter, F1, Hearthstone, Call of Duty, FIFA, Rainbow Six Siege, Rocket League und Halo. Das Team wurde 2019 Weltmeister im Spiel Rocket League.

## League of Legends
Das League-of-Legends-Team wurde im Dezember 2015 gegründet. Es war die erste Expansion der Organisation zum PC-Gaming. Die Organisation kaufte den europäischen League of Legends Championship Series (EU LCS) 2016 Spring Split Platz von Gambit Gaming. Der erste Spieler, der unterzeichnete, war der Supporter Raymond „kaSing“ Tsang. Fünf Tage später wurde das Team dann durch den Top-Laner Lucas „Cabochard“ Simon-Meslet, den Jungler Ilyas „Shook“ Hartsema, den Mid-Laner Erlend „Nukeduck“ Holm und den ADC Petter „Hjarnan“ Freyschuss komplettiert. Nachdem Team Vitality den hohen Erwartungen an den Kader mit einem dritten Platz gerecht werden konnte, scheiterte man dann im Viertelfinale an Fnatic mit 3:1. Zum Summer Split 2016 wurden Ilyas „Shook“ Hartsema und Petter „Hjarnen“ Freyschuss auf die Ersatzbank verschoben und sie werden in diesem von Park „Police“ Hyeong-gi als ADC und Kim „MightyBear“ Min-Soo ersetzt. Nachdem man dann im Summer Split 2016 nur noch den 7. Platz erreichen könnte und fast gegen das Esportsteam von Schalke 04 in die Relegation geschoben wurde, wurden große Teile des Lineups ausgetauscht. Nur Cabochard und Nukeduck blieben. Letzterer verließ auf die Saison 2018 das Team. Im Spring Split 2018 wurde das Lineup dadurch wieder umgekrempelt. Cabochard blieb auf der Toplane, Gillius (Jungle), Jiizuke (Mid Lane), Minitroupax (AD-Carry) und Jactroll (Support) kamen hinzu. Gillius wurde im Summersplit 2018 durch Kikis ersetzt. Das Team verpasste sowohl im Spring, als auch im Summer Split das Finale der EU LCS, konnte sich aber dennoch für die League of Legends World Championship qualifizieren. Trotz starker Leistung, speziell gegen das chinesische Team Royal Never Give Up, schieden sie dort bereits in der Gruppenphase aus. Am Ende der Saison wurde Kikis durch den Koreaner Mowgli ersetzt.

### Aktuelles Lineup
(Stand: Januar 2025)
| Nat.       | Name                     | Position |
| ---------- | ------------------------ | -------- |
| Turkei     | Kaan „Naak Nako“ Okan    | Top Lane |
| Litauen    | Linas „Lyncas“ Nauncikas | Jungle   |
| Polen      | Mateusz „Czajek“ Czajka  | Mid Lane |
| Tschechien | Matyáš „Carzzy“ Orság    | AD-Carry |
| Belgien    | Yasin „Nisqy“ Dinçer     | Support  |

(Quelle:)

## Counter-Strike
Das CS:GO-Lineup konnte unter anderem den zweiten Platz bei der ESL One: Cologne 2019 und den ersten Platz bei den Esports-Championship-Series-Season-7-Finals erzielen. Beim EPICENTER 2019 erreichte das Team Platz 1. Bei der IEM Katowice 2020 schied das Team überraschend bereits in der Gruppenphase aus. Das Team wurde von der Szeneseite 99damage zum Team des Jahres 2020 gekürt. Gleichzeitig wurde ZywOo zum Spieler des Jahres gewählt. Der Franzose wurde darüber hinaus von HLTV.org zum besten Spieler der Welt 2020 gekürt. Beim BLAST Premier: Global Final 2020 errang das Team den 3. Platz. Bei der ESL Pro League #14 erreichte man den 2. Platz. Bei der 16. Saison der EPL war man dann siegreich. Im Finale des BLAST.tv Major: Paris 2023 konnte das Team ungeschlagen den Sieg einholen und gewann somit das letzte CS:GO Major, was den größten Erfolg des Teams darstellt.

### Lineup
| Nat.                   | Name                                |
| ---------------------- | ----------------------------------- |
| Israel                 | Shahar „flameZ“ Shushan             |
| Frankreich             | Dan „apEX“ Madesclaire              |
| Vereinigtes Konigreich | William „mezii“ Merriman            |
| Frankreich             | Mathieu „ZywOo“ Herbaut             |
| Estland                | Robin „ropz“ Kool                   |
| Frankreich             | Rémy „XTQZZZ“ Quoniam (Coach)       |
| Frankreich             | Mathieu „MaT“ Leber (Coach)         |
| Frankreich             | Matthieu „Matthieu“ Péché (Manager) |

## Call of Duty
Das Call-of-Duty-Team schaffte es sich 2016 für die erste Saison der Call of Duty World League zu qualifizieren und schloss diese als siebenter ab. Das Team konnte sich auch für die zweite Saison der Call of Duty World League qualifizieren.

### Aktuelles Lineup
(Quelle:)
- Kevin „BroKeN“ Georges
- Clement „RisKiN“ Hattee
- Wailers „Wailers“ Locart
- Eric „TwiZz“ Servello
- Alexandre „Melo“ Boin (Ersatzspieler)
- Corentin „Gotaga“ Houssein (Ersatzspieler)

## FIFA

### Aktuelles Lineup
(Quelle:)
- Aymeric „Kandiisk“ Champalou
- Brian „Brian“ Savary
- Danny „Danny“ Abdourahim
- Olivier „Nino7“ Comont
- Antonio „Anthox“ Iside
- Corentin „RocKy“ Chevrey

## Rocket League

### Aktuelles Lineup
(Quelle:)
- Alexis „Zen“ Bernier
- Brice „Exotiik“ Bigeard
- Evan „Monkey Moon“ Rogez
- Andy „Kassio“ Landais (Coach)

## Rainbow Six Siege

### Aktuelles Lineup
(Quelle:)
- Loïc „DriD“ Chongthep
- Bastien „BiBoo“ Dulac
- Teemu „Stigi“ Sairi
- Lucas „Hungry“ Reich
- Daniel Mazorra „Goga“ Romerok

## Halo

### Aktuelles Lineup
(Quelle:)
- Thibaut „Botinus“ Augustin
- Damien „Hitaborg“ Pelaez
- Rémi „Renox“ Ardiet
- Adrian „Mephisto“ Pohlmann